# Dicranomyia singularis
Dicranomyia singularis là một loài ruồi trong họ Limoniidae. Chúng phân bố ở vùng Tân nhiệt đới.